# Liste der Hauptstraßen Andorras
Die Liste der Hauptstraßen Andorras gibt einen Überblick über die etwa 100 km der höchsten Straßenkategorie des Zwergstaates.

## Straßensystem
Das staatliche Straßennetz des Zwergstaates Andorra besteht zum einen aus Hauptstraßen (katalanisch carretera general, Abkürzung CG) und zum anderen aus Sekundären Straßen (katalanisch carreteras secundarias, Abkürzung CS). Die sekundären Straßen sind in ihrer Nummerierung an das Hauptstraßensystem angelehnt, die erste der drei Nummern ist die der Hauptstraße. So war die Hauptstraße 5 ursprünglich die CS 410, die Hauptstraße 6 die CS 110.
Zwei der sechs Hauptstraßen beginnen in der Hauptstadt Andorra la Vella (CG 1 und 2).

## Liste der Hauptstraßen
| Nr. | Länge   | Verlauf                                                            | Karte            |
| --- | ------- | ------------------------------------------------------------------ | ---------------- |
| G1  | 11,2 km | (Spanien) – Sant Julià de Lòria – Andorra la Vella                 | Verlauf der CG 1 |
| G2  | 32,1 km | Andorra la Vella – Escaldes – Encamp – Canillo – N 22 (Frankreich) | Verlauf der CG 2 |
| G3  | 21 km   | Escaldes – La Massana – Ordino – El Serrat –                       | Verlauf der CG 3 |
| G4  | 18 km   | La Massana – Erts – Pal – (Spanien)                                | Verlauf der CG 4 |
| G5  | 2,5 km  | Erts – Arinsal                                                     | Verlauf der CG 5 |
| G6  | 6 km    | Aixovall – Bixessarri – (Spanien)                                  | Verlauf der CG 6 |